# Serehovîci, Stara Vîjivka
Serehovîci (în ucraineană Сереховичі) este localitatea de reședință a comunei Serehovîci din raionul Stara Vîjivka, regiunea Volînia, Ucraina.

## Demografie
Componența lingvistică a localității Serehovîci
     Ucraineană (98,75%)
     Rusă (1,13%)
Conform recensământului din 2001, majoritatea populației localității Serehovîci era vorbitoare de ucraineană (98,75%), existând în minoritate și vorbitori de rusă (1,13%).